# Német vívóiskola
A német vívóiskola (németül: Deutsche Fechtschule) egy régi harci rendszer, amelyet a Német-római Birodalomban használtak a késő középkorban, a reneszánszban és a kora újkorban (14-17. század). Ezt a harcművészetet vívókönyvekben (Fechtbuch) írták le és azalatt az időszak alatt, amikor tanították Kunst des Fechtensnek, azaz a "Vívás művészetének" nevezték. Ez a vívóiskola hírnevét a kétkezes hosszúkard (Langschwert) technikáira alapozza, de sok más küzdelmi módszert is használ.

## Történet
A német iskola történelme körülbelül 250 évet hidal át, azaz a mesterek nyolc-tíz generációját. 1350-től 1600-ig. A legkorábbi forrásunk az 1389-ben írt Ms. 3227 már sok mestert említ, Liechtenauer társait Hanko Döbringert, Andres Judot, Jost von der Nyssent és Niklaus Preusst. Az 1400-as évek elején valószínűleg Martin Hundsfeld és Ott Jud voltak a vezető mesterek, de a forrásaink sajnos a 15. század közepe előtt még nagyon gyérek.

## Tanítások
Johannes Liechtenauer mester vívórendszerét a hosszúkard használatára alapozta. Arra használta ezt a fegyvert, hogy a hosszúkard mintegy "közvetítő" legyen más harcművészeti ágak és módszerek között. A Ringent (birkózás) is tanította, de hasonlóképpen oktatta a Messerrel (hosszú kés) és a bottal való harcot. További "tantárgyak" is megjelentek műveiben, mint a Degen, a tőrrel (főleg rondellel) és a szálfegyverekkel való küzdés.